# Leanne Francis
Leanne Francis (ur. 19 stycznia 1957) – australijska pływaczka, olimpijka.
Reprezentowała Australię na Letnich Igrzyskach Olimpijskich 1972, które odbyły się w Monachium.